# Mehdi Zamani
Mehdi Zamani (persisch مهدی زمانی; * 20. Dezember 1989) ist ein ehemaliger iranischer Sprinter, der sich auf den 400-Meter-Lauf spezialisiert hat. Über diese Distanz wurde er 2014 Hallenasienmeister.

## Sportliche Laufbahn
Erste Erfahrungen bei internationalen Meisterschaften sammelte Mehdi Zamani im Jahr 2010, als er bei den Hallenasienmeisterschaften in Teheran in 1:56,24 min den sechsten Platz im 800-Meter-Lauf belegte und mit der iranischen 4-mal-400-Meter-Staffel in 3:15,02 min gemeinsam mit Shahabeddin Tahmasebi, Reza Bouazar und Mohsen Zarrin-Afzal die Goldmedaille gewann. 2011 wurde er positiv auf das Steroid Metandienon getestet und daraufhin mit einer zweijährigen Dopingsperre versehen. Im Februar 2014 siegte er in 48,25 s im über 400 Meter bei den Hallenasienmeisterschaften in Hangzhou und im Staffelbewerb gelangte er mit 3:13,55 min auf Rang vier. Ende September kam er bei den Asienspielen in Incheon mit der Staffel im Vorlauf nicht ins Ziel. Im Jahr darauf belegte er bei den Asienmeisterschaften in Wuhan in 47,01 s den achten Platz über 400 Meter und im Oktober wurde er bei den Militärweltspielen in Mungyeong in 46,54 s Siebter. Zudem schied er mit 21,43 s in der ersten Runde im 200-Meter-Lauf aus und wurde mit der 4-mal-100-Meter-Staffel im Vorlauf disqualifiziert. 2016 schied er bei den Hallenasienmeisterschaften in Doha mit 47,92 s im Halbfinale über 400 Meter aus und gewann im Staffelbewerb in 3:11,86 min gemeinsam mit Reza Ghasemi, Mostafa Ebrahimi und Sajjad Hashemi die Silbermedaille hinter dem katarischen Team. Im selben Jahr beendete er seine aktive sportliche Karriere im Alter von 26 Jahren.
2014 wurde Zamani iranischer Hallenmeister im 400-Meter-Lauf.

## Persönliche Bestzeiten
- 200 Meter: 20,76 s (+0,4 m/s), 21. August 2014 in Teheran
- 400 Meter: 46,00 s, 21. August 2014 in Teheran
  - 400 Meter (Halle): 47,62 s, 24. Januar 2014 in Teheran
  - 800 Meter (Halle): 1:51,84 min, 3. Februar 2010 in Teheran